# Collegio uninominale Lombardia 1 - 15
Il collegio elettorale uninominale Lombardia 1 - 15 è stato un collegio elettorale uninominale della Repubblica Italiana per l'elezione della Camera tra il 2017 ed il 2022.

## Territorio
Come previsto dalla legge elettorale italiana del 2017, il collegio era stato definito tramite decreto legislativo all'interno della circoscrizione Lombardia 1.
Era formato dal territorio di 22 comuni: Assago, Basiglio, Binasco, Bubbiano, Buccinasco, Calvignasco, Casarile, Cesano Boscone, Cisliano, Corsico, Cusago, Gaggiano, Lacchiarella, Locate di Triulzi, Noviglio, Opera, Pieve Emanuele, Rozzano, San Giuliano Milanese, Trezzano sul Naviglio, Vernate e Zibido San Giacomo.
Il collegio era quindi interamente compreso nella città metropolitana di Milano.
Il collegio era parte del collegio plurinominale Lombardia 1 - 04.

## Eletti
| Elezione | Elezione | Deputato         | Gruppo parlamentare                  |
| -------- | -------- | ---------------- | ------------------------------------ |
|          | 2018     | Graziano Musella | Forza Italia - Berlusconi Presidente |

## Dati elettorali

### XVIII legislatura
Come previsto dalla legge elettorale, 232 deputati erano eletti con sistema a maggioranza relativa in altrettanti collegi uninominali a turno unico.
| Candidati              | Candidati                  | Voti    | %     | Liste                    | Voti    | %     |
| ---------------------- | -------------------------- | ------- | ----- | ------------------------ | ------- | ----- |
|                        | Graziano Musella ✔️ Eletto | 68 694  | 41,35 | Lega                     | 36 210  | 21,80 |
| Forza Italia           | Graziano Musella ✔️ Eletto | 68 694  | 41,35 | 24 202                   | 14,57   |       |
| Fratelli d'Italia      | Graziano Musella ✔️ Eletto | 68 694  | 41,35 | 6 648                    | 4,00    |       |
| Noi con l'Italia - UDC | Graziano Musella ✔️ Eletto | 68 694  | 41,35 | 1 634                    | 0,98    |       |
|                        | Stefania Mammì             | 47 773  | 28,76 | Movimento 5 Stelle       | 47 773  | 28,76 |
|                        | Angelo Capelli             | 40 236  | 24,22 | Partito Democratico      | 33 623  | 20,24 |
| +Europa                | Angelo Capelli             | 40 236  | 24,22 | 5 162                    | 3,11    |       |
| Italia Europa Insieme  | Angelo Capelli             | 40 236  | 24,22 | 869                      | 0,52    |       |
| Civica Popolare        | Angelo Capelli             | 40 236  | 24,22 | 582                      | 0,35    |       |
|                        | Paola Pedrazzi             | 5 031   | 3,03  | Liberi e Uguali          | 5 031   | 3,03  |
|                        | Luigi Marchitelli          | 1 720   | 1,04  | Potere al Popolo!        | 1 720   | 1,04  |
|                        | Pellegrino D'Avanzo        | 1 398   | 0,84  | CasaPound                | 1 398   | 0,84  |
|                        | Silvio Restelli            | 722     | 0,43  | Il Popolo della Famiglia | 722     | 0,43  |
|                        | Michela Fernicola          | 429     | 0,26  | 10 Volte Meglio          | 429     | 0,26  |
|                        | Francesco Caiulo           | 109     | 0,07  | PRI - ALA                | 109     | 0,07  |
| Totale                 | Totale                     | 166 112 | 100   |                          | 166 112 | 100   |
|                        |                            |         |       |                          |         |       |
| Voti non validi        | Voti non validi            | 4 519   | 2,65  |                          |         |       |
| Votanti                | Votanti                    | 170 631 | 75,81 |                          |         |       |
| Elettori               | Elettori                   | 225 081 |       |                          |         |       |